# Комполиба
Комполиба (фр. Compolibat) насеље је и општина у јужној Француској у региону Миди Пирене, у департману Аверон која припада префектури Вилфранш де Руерг.
По подацима из 2011. године у општини је живело 397 становника, а густина насељености је износила 23,3 становника/km². Општина се простире на површини од 17,04 km². Налази се на средњој надморској висини од 530 метара (максималној 664 m, а минималној 350 m).

## Демографија
| 1962. | 1968. | 1975. | 1982. | 1990. | 1999. | 2011. |
| ----- | ----- | ----- | ----- | ----- | ----- | ----- |
| 544   | 556   | 508   | 472   | 469   | 405   | 397   |

График промене броја становника у току последњих година